# Plymouth Valiant
Este artículo es sobre el modelo de automóvil norteamericano. Para el modelo del Valiant argentino, consulte Valiant de Chrysler.
El Plymouth Valiant fue un automóvil producido por Chrysler desde 1960 hasta 1976. Fue presentado al mismo tiempo que los rivales compactos de General Motors, Ford Motor Company y American Motors Corporation. Durante su vida, el Valiant se ofreció en diversas carrocerías tales como sedán de dos y cuatro puertas, rural de cuatro puertas con dos y tres filas de asientos, dos puertas sin parantes, descapotable.  Diversas variaciones del Plymouth Valiant se fabricaron en la Argentina,  Australia, Brasil, Canadá, México, Nueva Zelanda, Sudáfrica, Suiza, Finlandia, Suecia y Venezuela, así como en otros países de Europa Occidental.
El Valiant ofreció dos versiones de un totalmente nuevo motor de seis cilindros en línea Slant-6 inclinado 30° de Chrysler. El motor estándar 170 (170 plgs³) tenía una cilindrada de 2,7 L y una salida de 101 bhp (75 kW). La opción 225 de 3,7 L llegaba a 145 bhp (108kW).
La opción de mayor potencia de 1964 fue el totalmente nuevo Chrysler LA 272 V8 de 4,5 L. Un motor relativamente compacto y ligero equipado con un carburador de doble cuerpo que producía 180 bhp (130 kW).

## Evolución del Plymouth Valiant

### Primera generación (1960-1962)
El Valiant debutó en la 44.º Salón Internacional del Automóvil de Londres (British International Motor Show) el 26 de octubre de 1959. Se presentó como un modelo 1960 y fue considerado oficialmente una marca exclusiva, anunciado con el lema «Hermano pequeño de nadie, este se destaca en sus cuatro ruedas» (Nobody's kid brother, this one stands on its own four tires.). Desde el año modelo 1961, el Valiant fue clasificado como un modelo de Plymouth. El Dodge Lancer del 1961-1962 fue esencialmente un Valiant rebautizado con diferente acabado y detalles de diseño.

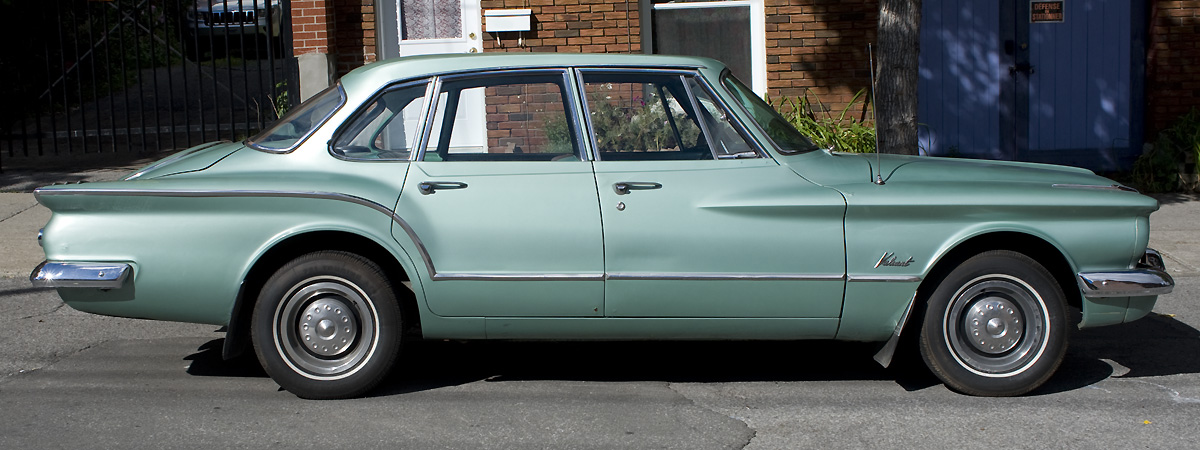
1960 «Valiant» con sus líneas futuristas

El Valiant fue menos radical en la configuración que el compacto de General Motors, el Chevrolet Corvair, que tenía un motor de montaje trasero de motor refrigerado por aire, pero fue considerado estéticamente más atrevido que el también nuevo Falcon que tenía un aspecto más convencional, mientras que el Valiant contaba con una diseño radical que siguió el diseño Forward Look  del diseñador Virgil Exner, con estilo de líneas «puras y tajantes» que fluyen hacia adelante en un dardo o en forma de cuña.
La apariencia alineada y plana de los lados fue una característica trasladada de los prototipos D'Elegance y Adventurer de Chrysler construidos por Ghia, que también le dio las varios centímetros adicionales de espacio al interior al Valiant. Con su línea semi-fastback y de capó largo, muchas publicaciones de automóviles de la época pensaban que el estilo del Valiant fue de inspiración europea.
Dimensiones:
- Longitud: 4.670 mm
- Ancho: 1.790 mm
- Altura: 1.412 mm (descargado)
- Distancia entre ejes: 2.705 mm
- Peso: 1.250 kg (4 puertas)

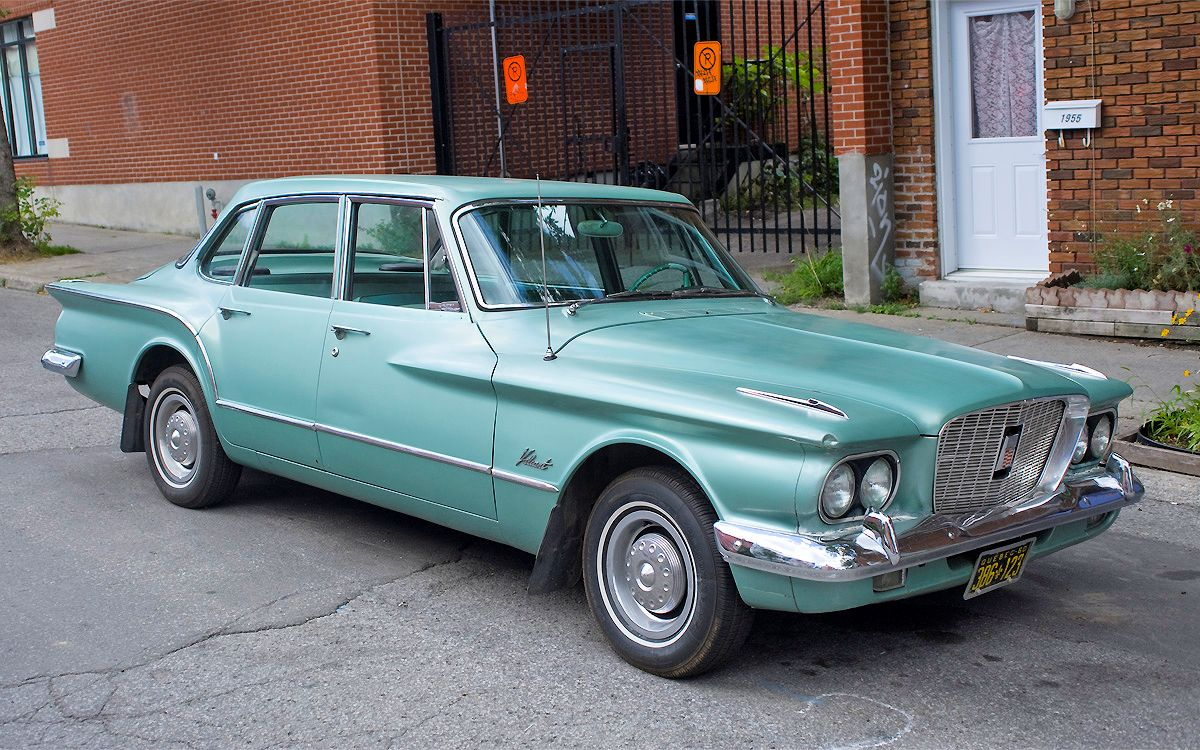
1960 «Valiant» sedán 4 puertas
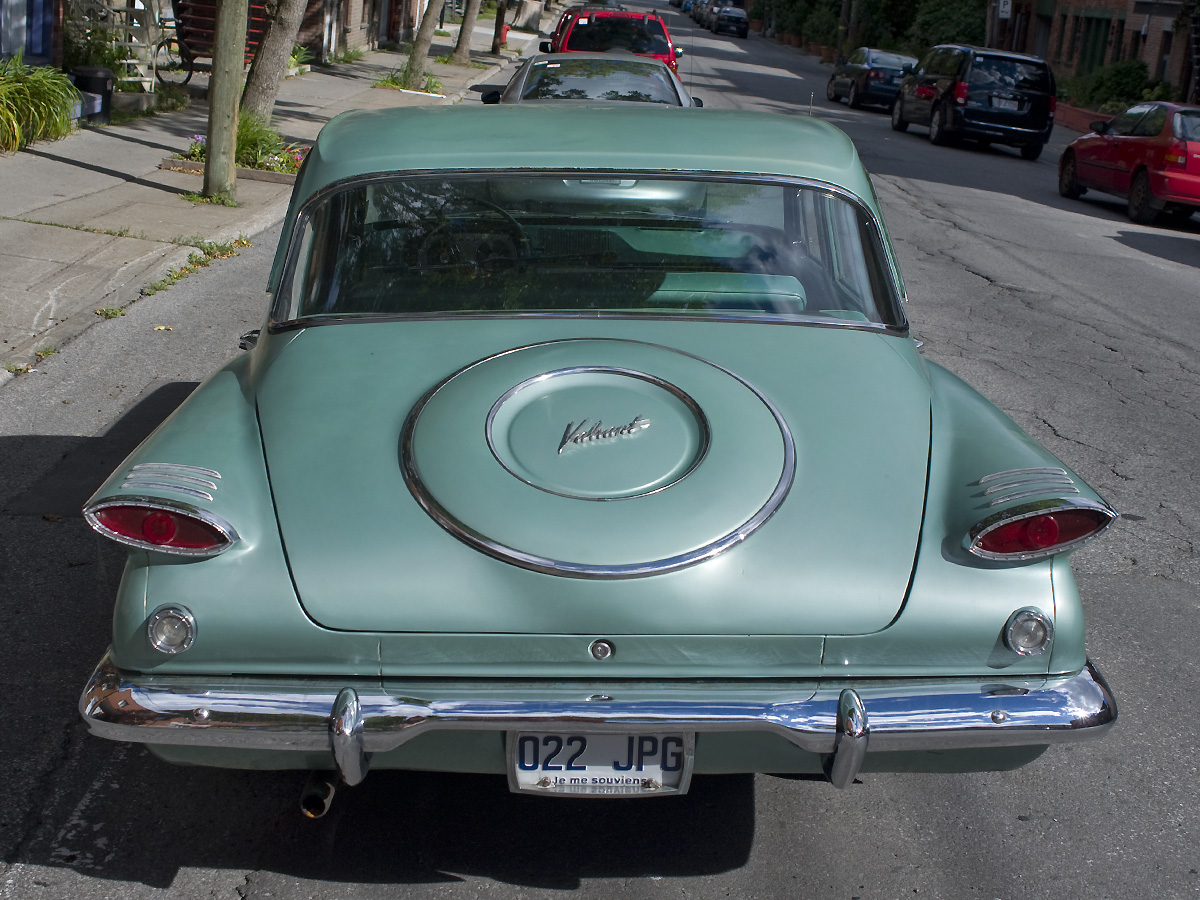
Detalle del estampado de la rueda de auxilio de un Valiant de 1960-61
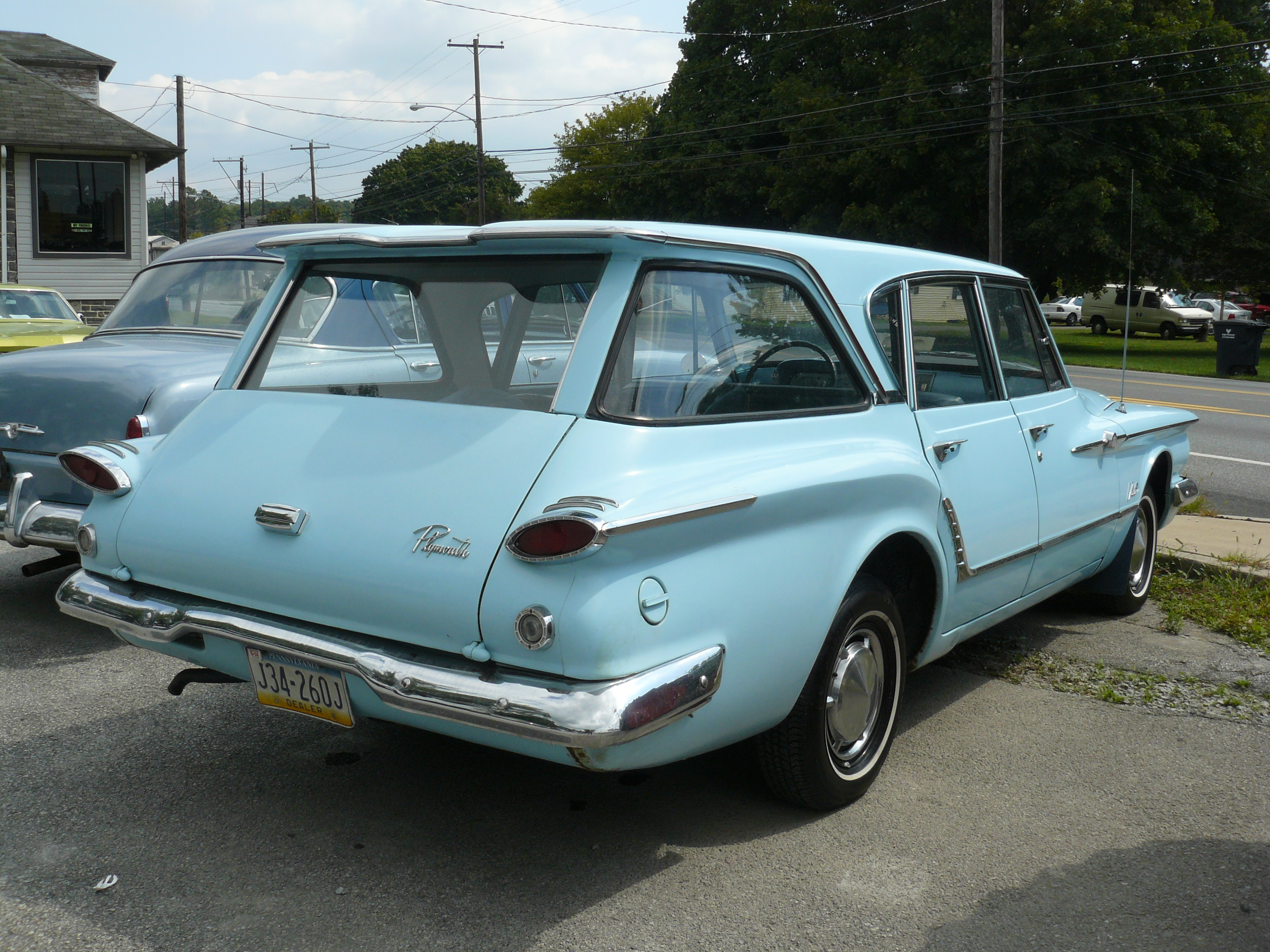
1960 «Valiant» familiar
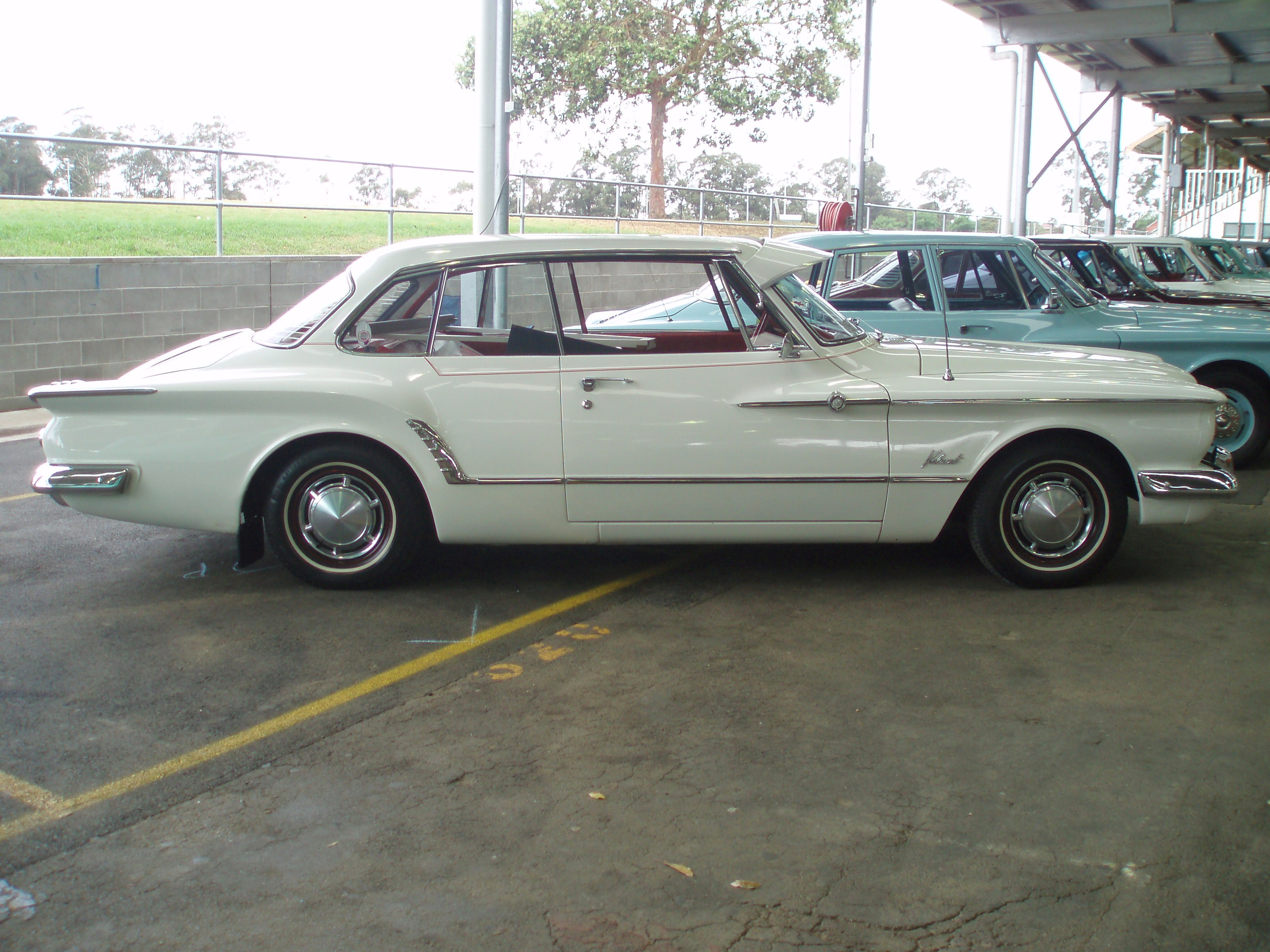
Plymouth Valiant V-200 2 puertas hardtop

### Segunda  generación (1963-1966)
Dimensiones:
- Longitud: 4.709 mm
- Ancho: 1.753 mm
- Altura: 1.397 mm
- Distancia entre ejes: 2.692 mm
- Peso: 1.166-1.284 kg

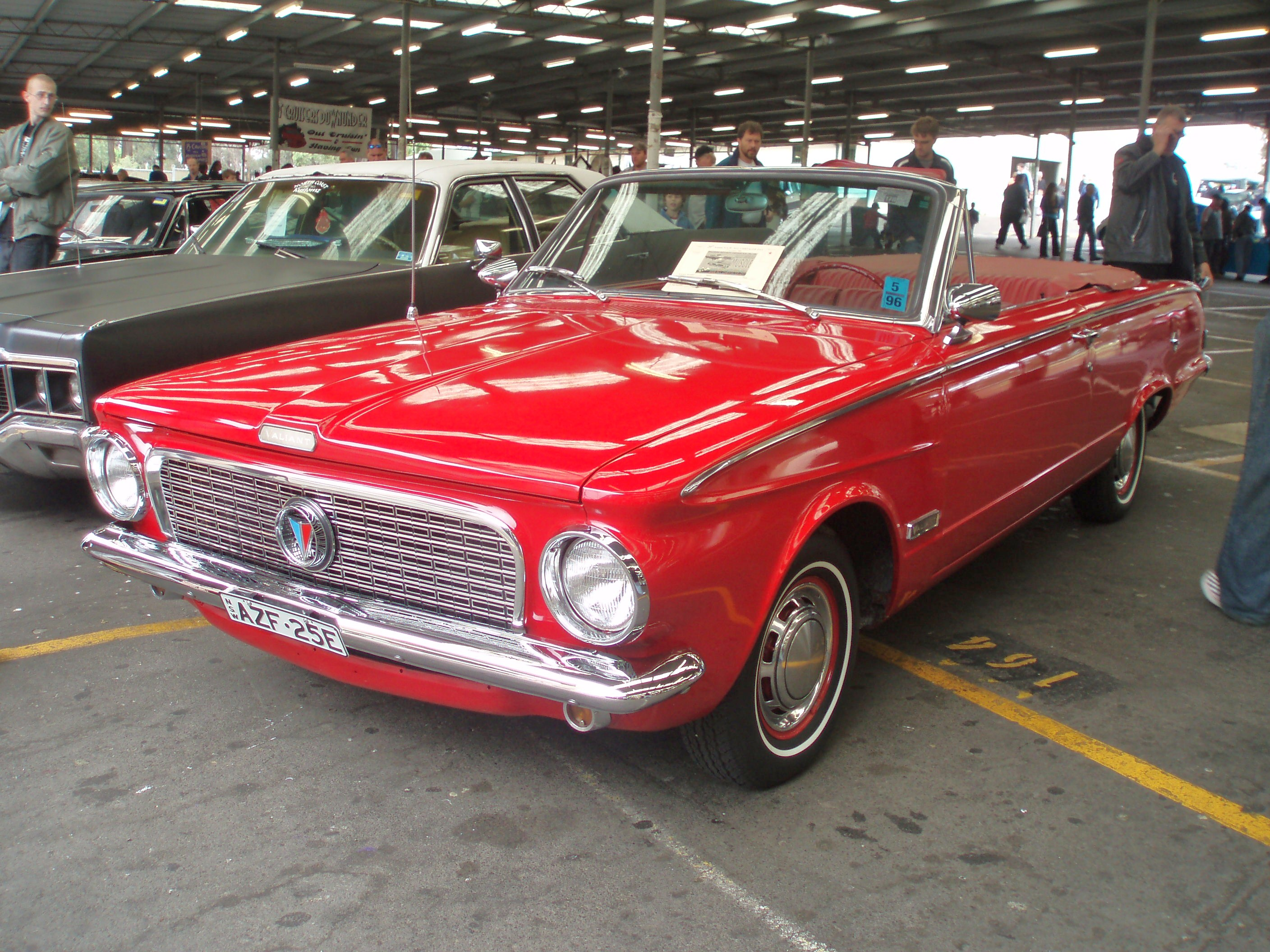
1963 Plymouth Valiant V-200 Signet descapotable
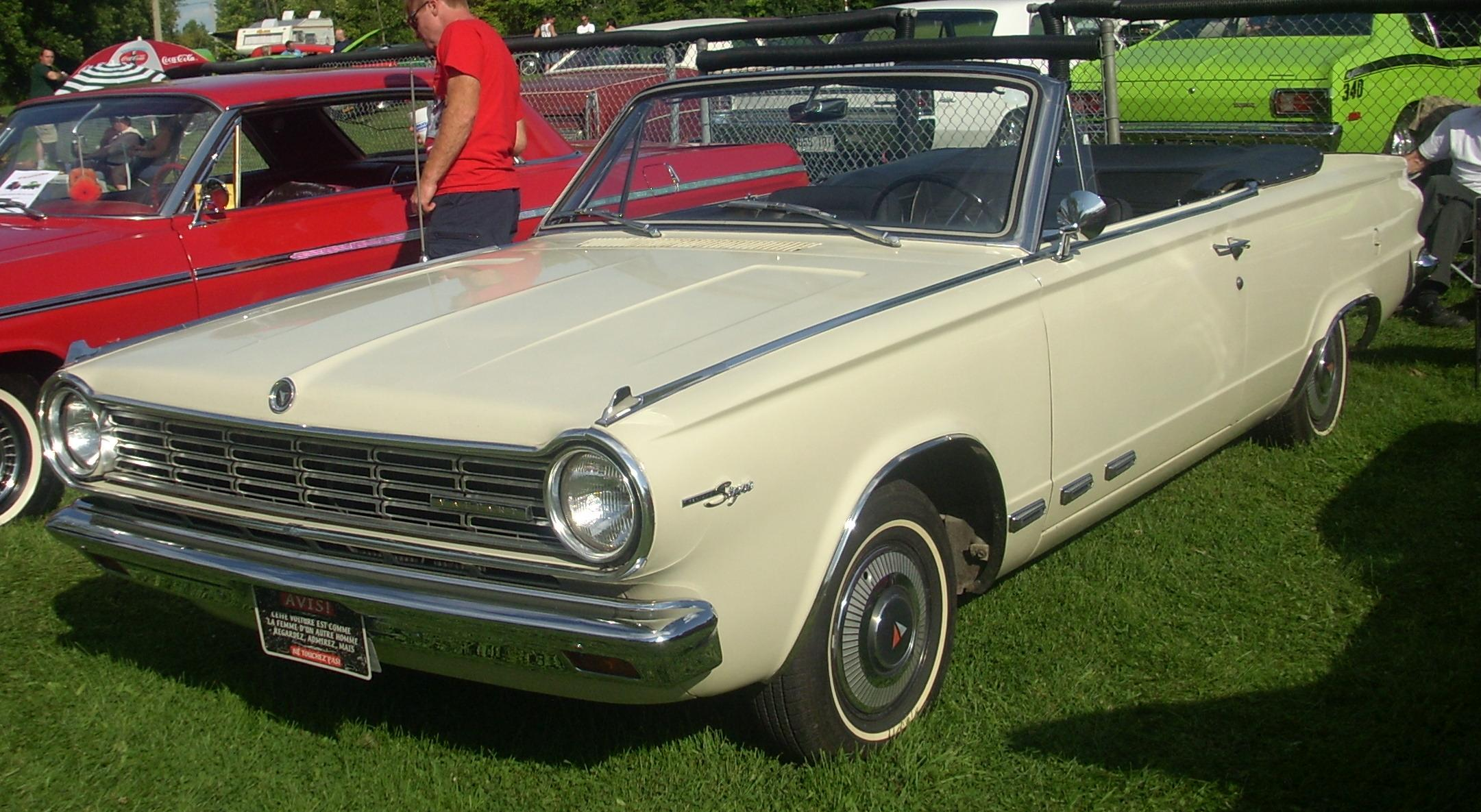
1965 Plymouth Valiant V-200 Signet descapotable
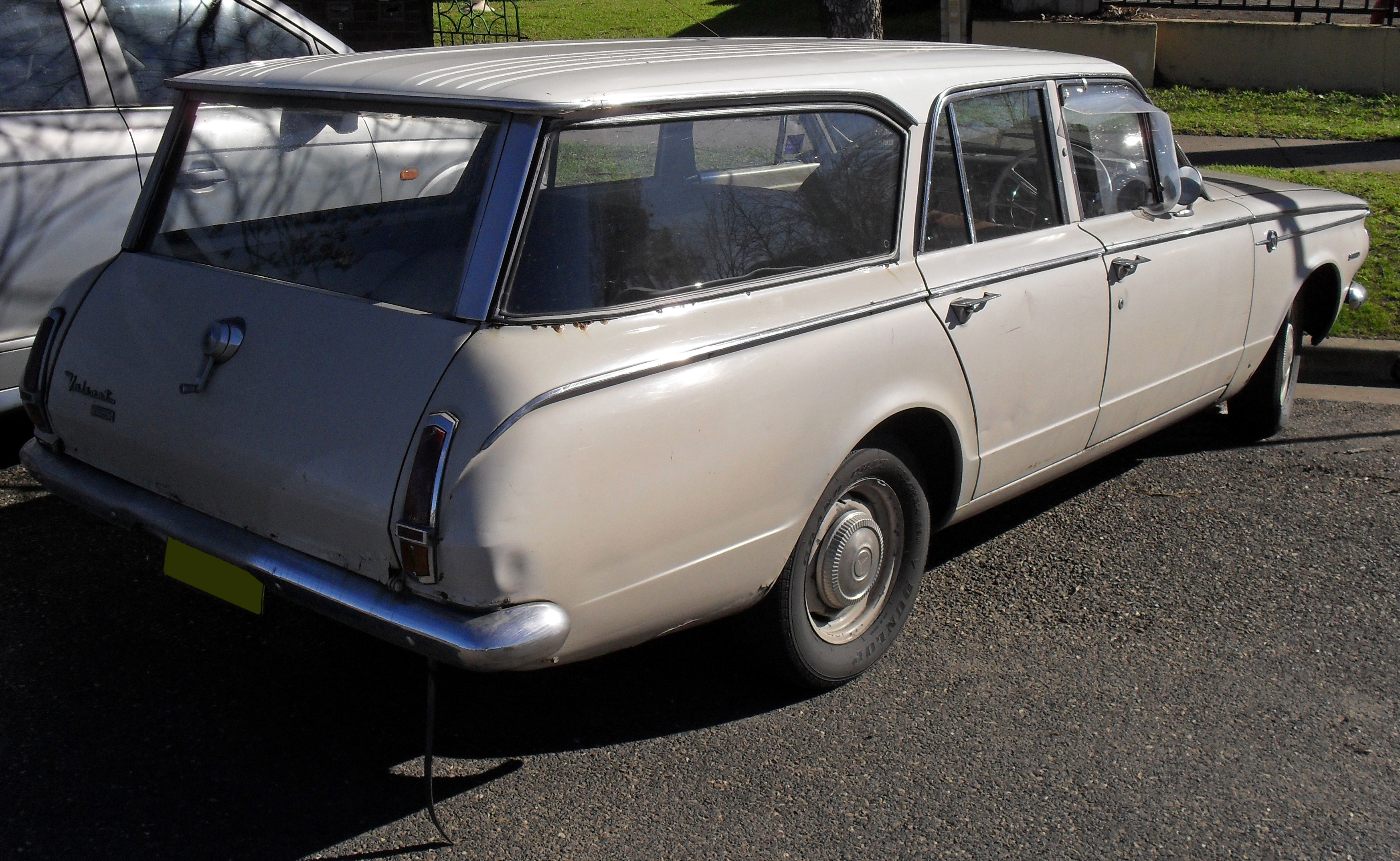
1965 Plymouth Valiant familiar

#### Plymouth Barracuda

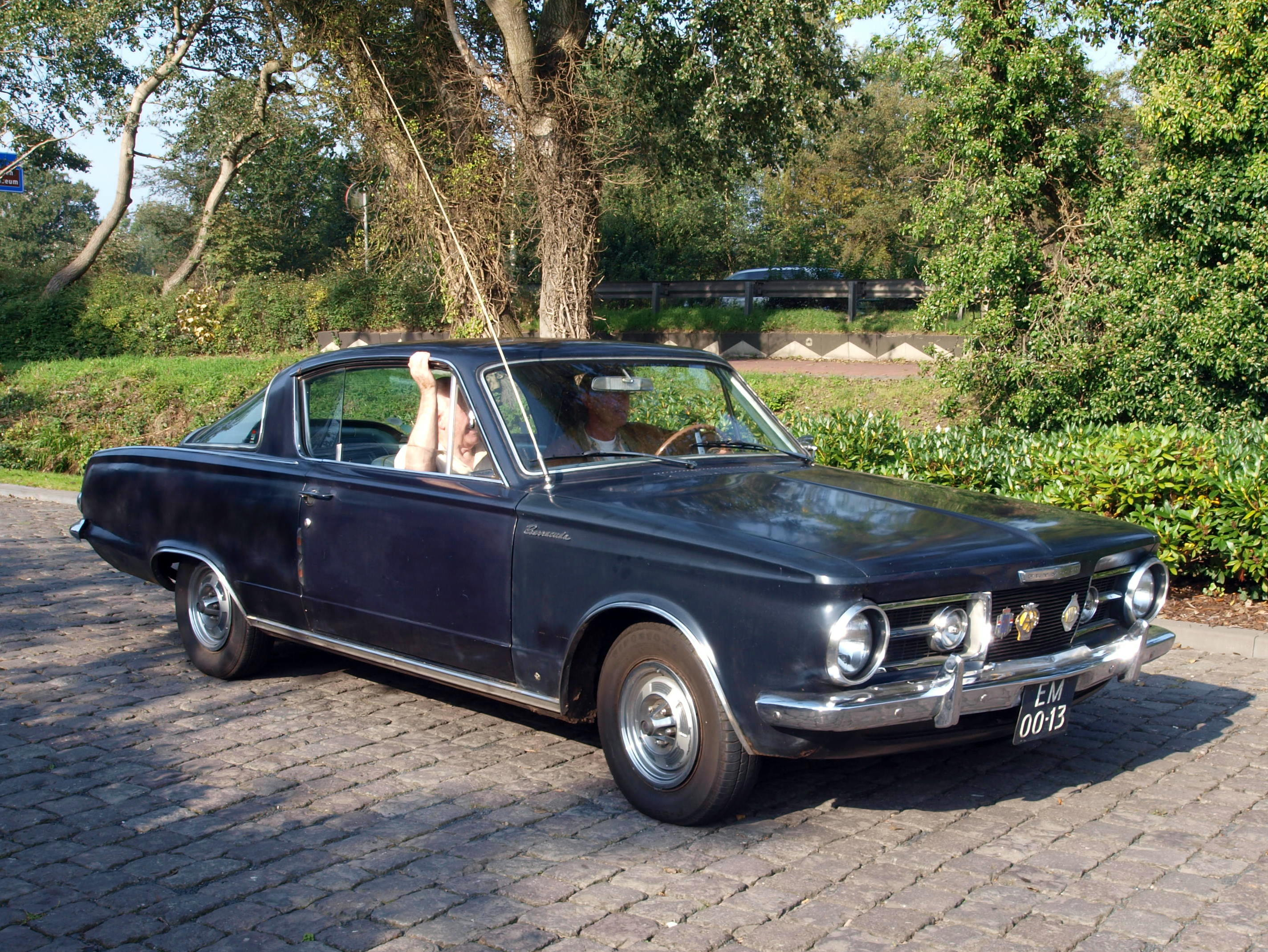
1965 Plymouth Valiant Barracuda

Los primeros Barracudas (1963) eran en realidad un paquete de opciones del Valiant. El motor base era 225 Slant 6 y un V8 de 4470 cm³ con 180 caballos de fuerza disponibles. Con el V8 de 180 hp, los primeros Barracudas corrían de 0-100 kph en 12,9 segundos y los 400 m en 17,8 a 115 kph. El rendimiento de la gasolina fue de 6,7 a 8 km por litro. El auto de prueba tenía un diferencial con relación de 2,73:1 y una caja automática de 3 velocidades. El 90% de los compradores del Barracuda de 1964 solicitaban el V8.
1964 fue el único año que el Barracuda tenía emblemas de Plymouth, Valiant y Barracuda. También tenía el símbolo Valiant utilizado a lo largo en lugar del pez Barracuda usado posteriormente. A pesar de las sólidas y buenas críticas del Barracuda, el económico y claramente único Ford Mustang vendió más que el modelo Valiant por 8 a 1.

### Tercera  generación (1967-1973)
El Valiant fue completamente rediseñado para el año 1967 y las versiones familiar y descapotable fueron retiradas. La gama de modelos incluían los sedán de 2 y 4 puertas en una nueva y alargada distancia entre ejes de 2.743 mm.
La potencia nominal de los 2,8 L del motor Slant 6 se elevó de 101 bhp (75 kW) a 115 bhp (86 kW) por la instalación de un árbol de levas ligeramente más grande introducido en el 225 en el año 1965, junto con carburadores de diferente calibración.
A partir de 1971 se ofreció una versión del Dodge Dart Swinger con una distancia entre ejes de 2.830 mm llamándose Valiant Scamp. Este utilizaba la carrocería del Dart cupé de 2 puertas hardtop con el frente delantero del Valiant y luces traseras duales dentro del paragolpes del Dodge Dart de 1970.
Está tercera generación además fue fabricada en los Países Bajos por Chrysler-NEKAF en Rotterdam.
Dimensiones:
- Longitud: 4.785 mm
- Ancho: 1.805 mm
- Altura: 1.371 mm
- Distancia entre ejes: 2.743 mm
- Peso: 1.213-1290 kg

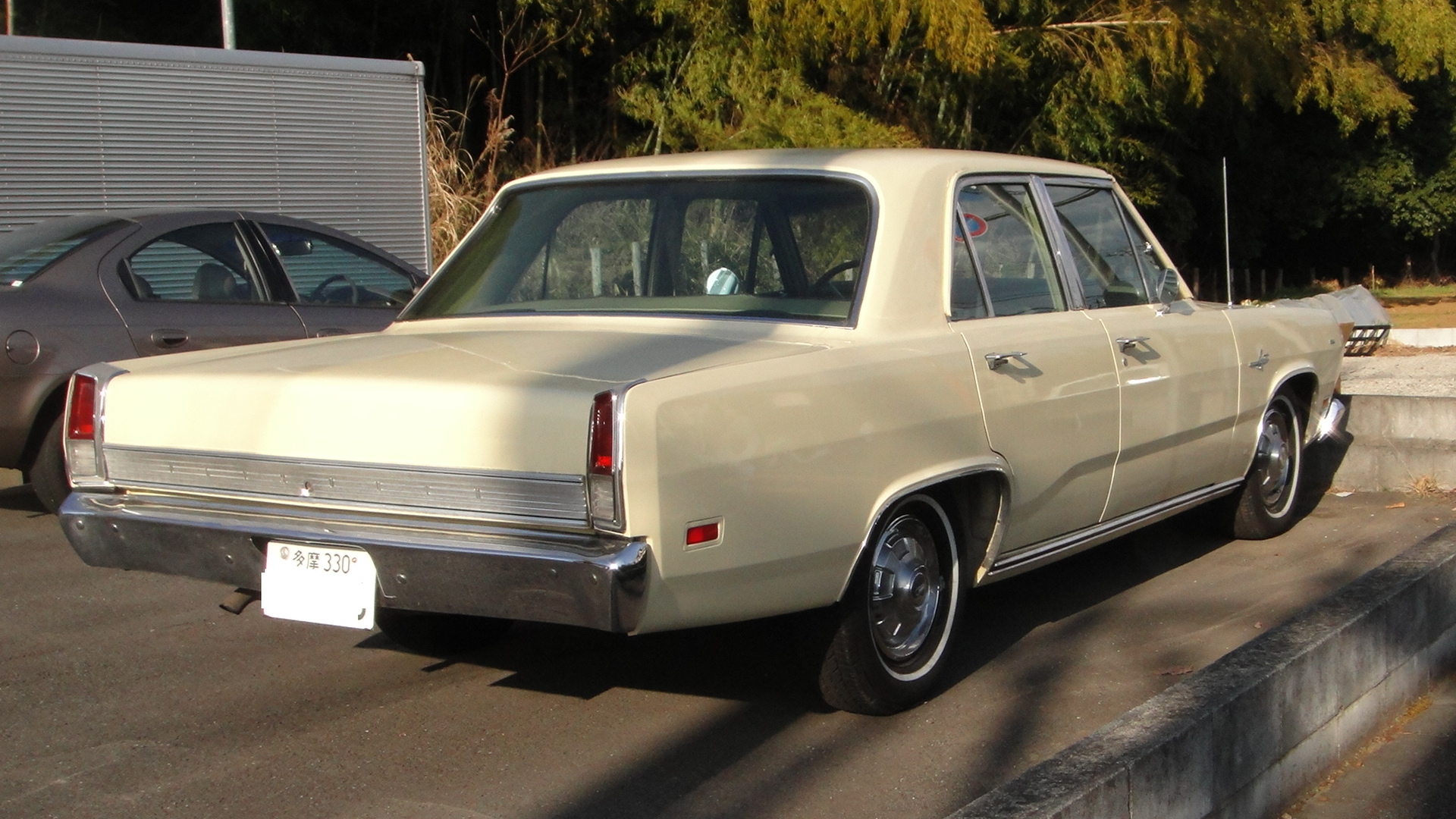
1969 Plymouth Valiant
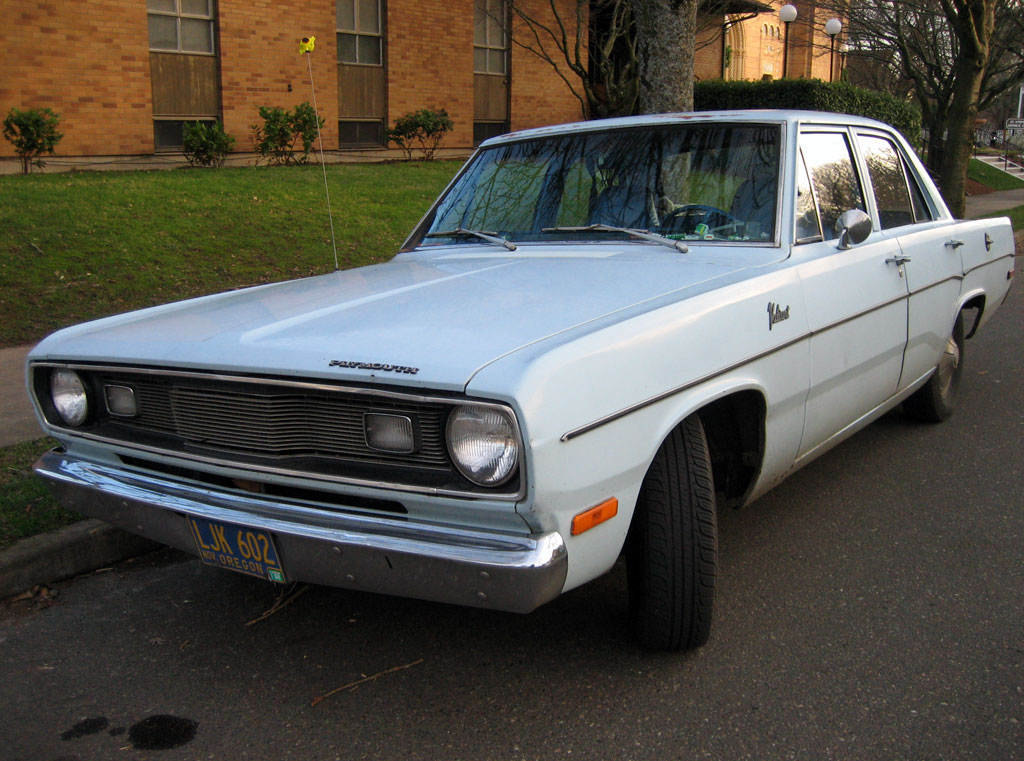
1970 Plymouth Valiant
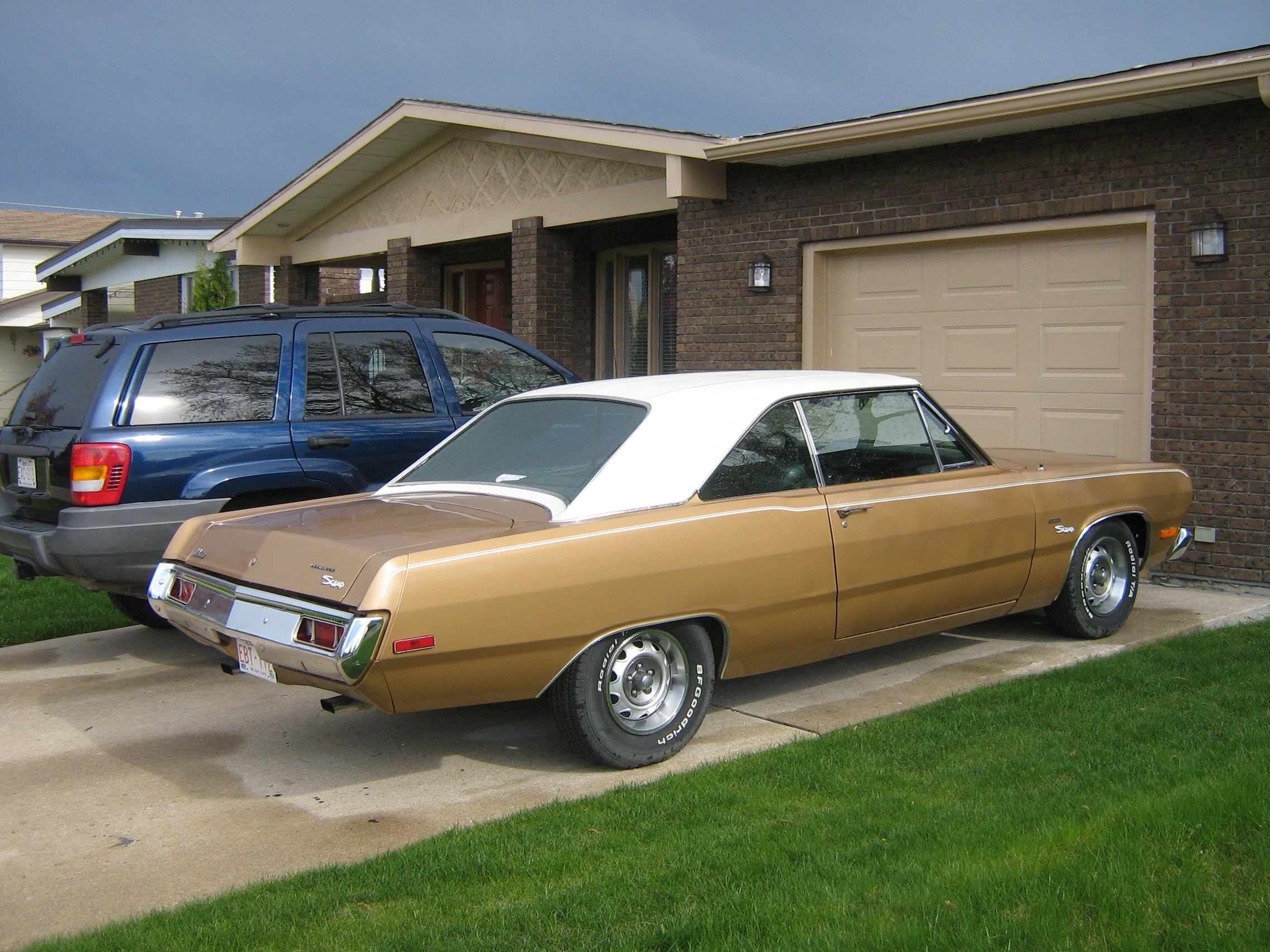
1970 Plymouth Valiant Scamp

#### Plymouth Duster

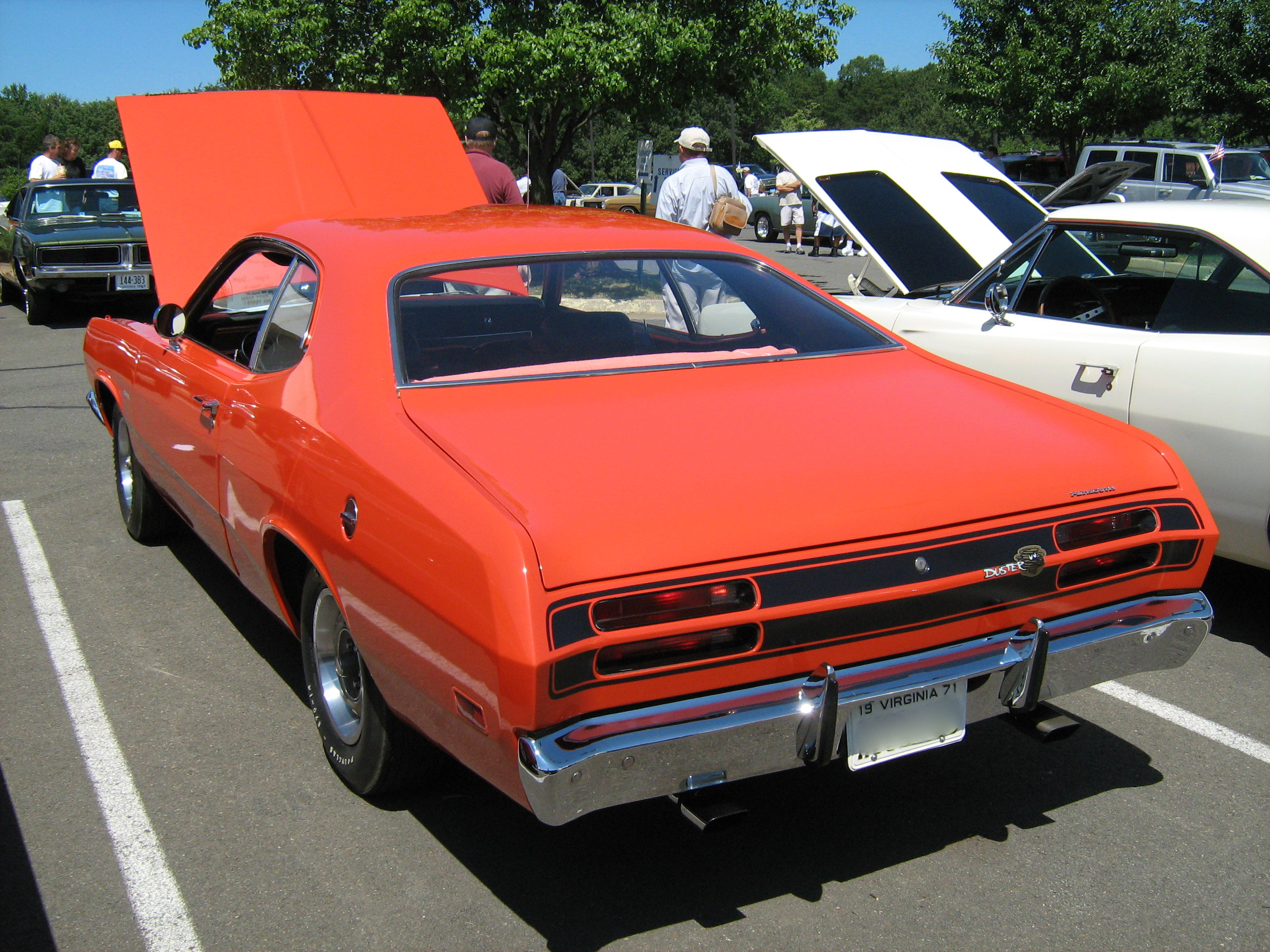
1971 Plymouth Valiant Duster

El Plymouth Duster original es una versión cupé semi-fastback de dos puertas del Plymouth Valiant que fue comercializado por Plymouth en los EE. UU. entre los años 1970 y 1976. La misma técnica que dio lugar al Barracuda 1964 fue empleada para el Duster de 1970, ya que el  nuevo diseño del Barracuda 1970 en la plataforma mediana E retira todo su similitud con el anterior Valiant. El cupé Duster proporcionó el Plymouth Valiant con un estilo de carrocería deportiva para atraer los clientes que previamente adquirieron el Barracuda.
El coche fue un esfuerzo de $ 15 millones para actualizar el Valiant para el modelo del año 1970. La insignia Valiant apareció solo en los primeros años del modelo Duster. El Duster fue construido en la plataforma Valiant y compartió el mismo frontal, pero contó con un diseño diferente desde la puerta del frente hacia atrás.
El nombre Duster fue utilizado más adelante en paquetes opcionales para ciertas versiones: 1979-80 Plymouth Volare, 1985-1987 Plymouth Turismo, y de 1992 hasta 1994 Plymouth Sundance.

### Cuarta  generación (1974-1976)
Dimensiones:
En 1974 el Plymouth Valiant sedán 4 puertas adapta la carrocería del Dodge Dart ampliando su distancia entre ejes a 2.830 mm, mientras el 2 puertas hardtop mantiene la carrocería de la tercera generación y su distancia entre ejes de 2.743 mm, aunque con ligeros cambios de estilo.
- Longitud: 4.800 mm (sedán 4 puertas)
- Ancho: 1.820 mm (sedán 4 puertas)
- Altura: 1.390 mm (sedán 4 puertas)
- Distancia entre ejes: 2.830 mm (sedán 4 puertas)
- Peso: 1.424 kg (4 puertas slant six)

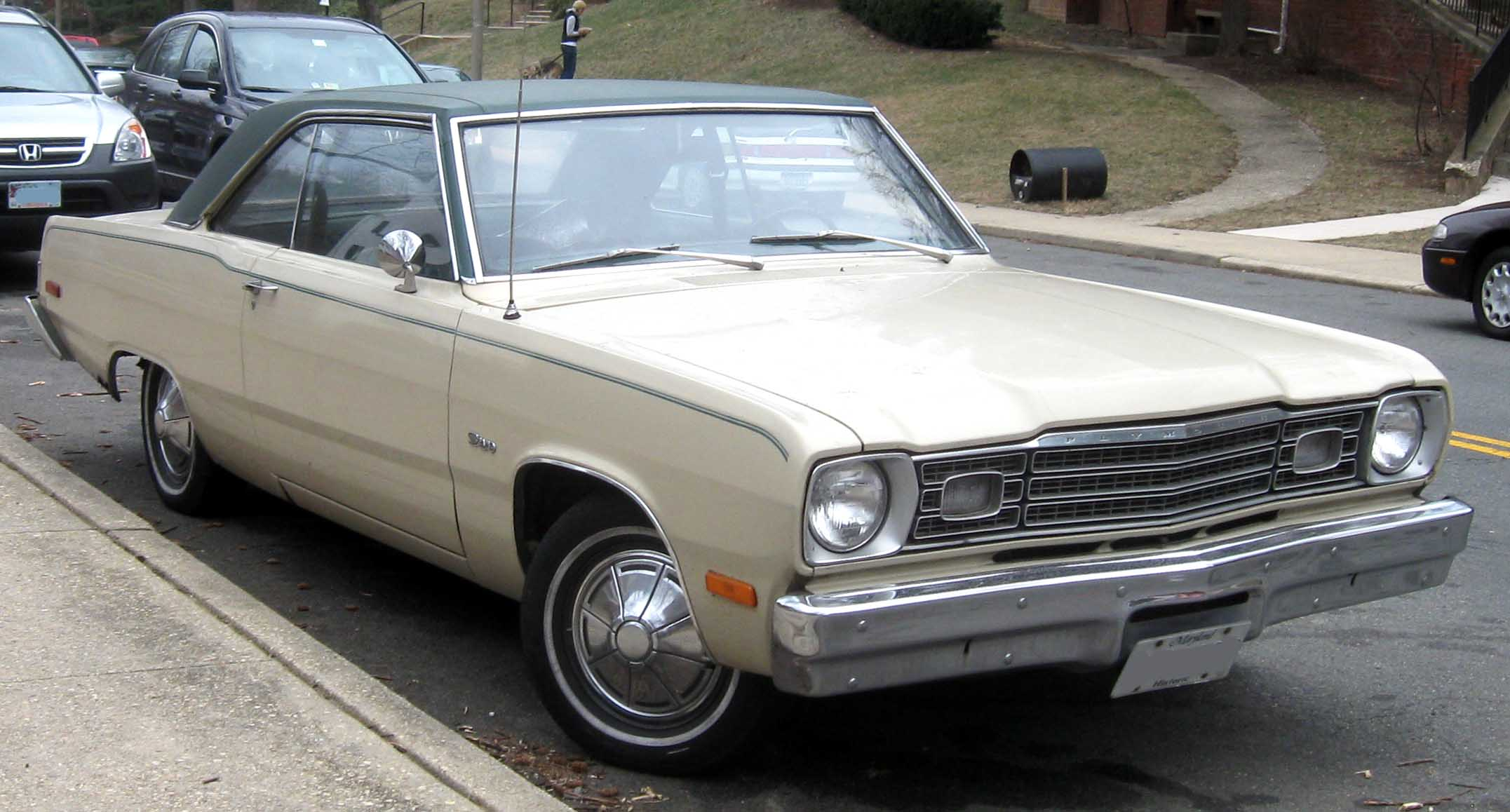
1975 Plymouth Valiant 2 puertas sin parantes
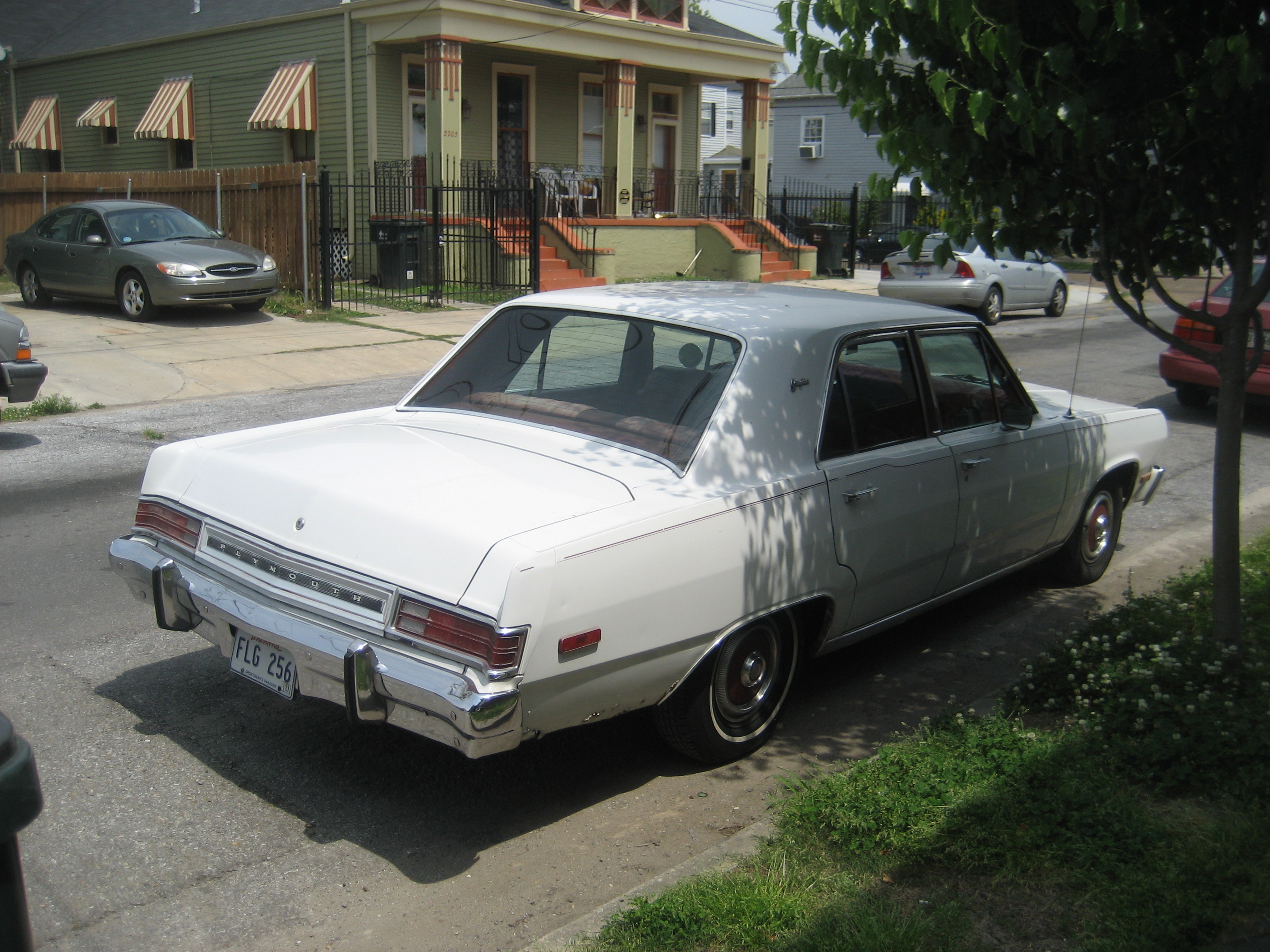
1975 Plymouth Valiant Brougham